# オイゲン・マインドル
オイゲン・マインドル（ドイツ語: Eugen Meindl, 1892年7月16日 - 1951年1月27日）は、ドイツの陸軍軍人、空軍軍人。ドイツ国防軍空軍降下猟兵大将。

## 軍歴
オイゲン・マインドルはドナウエッシンゲンで生まれた。彼は1912年7月27日から砲兵隊で軍役に就いた。第1次世界大戦では小隊指揮官、後に中隊指揮官になりその後第67砲兵連隊付の副官、第52軍団の砲兵指揮官の副官を務めた。
マインドルは陸軍で様々な砲兵部隊に勤務した。1924年8月1日に大尉に昇進し、1926年9月14日に国防省に配属され少佐に昇進するまでの10年間をそこで過ごした。
1939年11月10日にマインドル中佐はグラーツの第112山岳砲兵連隊の指揮官に任命された。大佐の時に彼は「マインドル・グループ」を率い、ナルヴィクで初めてのパラシュート降下を行った。マインドルの空軍への転籍は1940年11月28日であったが、彼は降下猟兵のマインドル突撃連隊を8月9日から指揮していた。
クレタ島への空挺攻撃のメルクール作戦でマインドルはプラタニアス（Platanias）橋近郊に降下し胸に銃創を負った。エドガー・シュテンツラー（en:Edgar Stentzler）少佐がヘルマン＝ベルンハルト・ラムケ大佐の到着まで連隊の指揮を執った。
1942年2月26日にマインドル少将は東部戦線で新たに編成されたマインドル戦闘群の指揮官になり、9月26日に第XII航空挺進軍団（後の第I降下猟兵軍団）の指揮を引き継いだ。
マインドルは東部戦線の冬季の戦闘で名を上げ国防軍軍報（Wehrmachtbericht）にも名前が載り、1943年11月5日に第II降下猟兵軍団の指揮官に昇進した。マインドルに率いられた第II降下猟兵軍団は西部戦線で連合国軍の大陸侵攻の最前線で、後にクレーヴェやライヒスヴァルト（Reichswald）で戦った。マインドルの軍団はゴッホ（Goch）やヴェーゼル（Wesel）橋頭堡で華々しく戦った。マインドルは捕虜になり1947年9月29日まで収容された。
オイゲン・マインドルは1951年1月27日にミュンヘンで死去した。

## 勲章
- 黒戦傷章
- 「クレタ」カフバンド
- 金ドイツ十字章（1942年7月27日）
- 二級鉄十字章、一級鉄十字章
- 柏葉・剣付騎士鉄十字章
  - 騎士鉄十字章（1941年6月14日）
  - 柏葉 第564号（1944年8月31日）
  - 剣 第155号（1945年5月8日）